# François Riahi
Pour les articles homonymes, voir Riahi.
François Riahi, né le 8 avril 1973 à Paris, est un haut fonctionnaire et banquier français. 
Il est conseiller de Nicolas Sarkozy lors de la présidence de celui-ci, chargé de la réforme de l’État et des finances publiques, puis devient directeur général adjoint chargé de la stratégie de la banque BPCE. 

## Biographie

### Études
François Riahi est diplômé de l’École centrale Paris en 1995, de l'Institut d'études politiques de Paris, du Stanford Executive Program et de l’École nationale d'administration (ENA)).

### Carrière

#### Haute fonction publique
François Riahi commence sa carrière au sein de l’Inspection générale des finances en 2001, en tant qu’inspecteur. Il intègre ensuite la direction du Budget où il devient chef du bureau de la politique budgétaire. 
En 2007, il rejoint la présidence de la République comme conseiller technique, chargé de la réforme de l’État et des finances publiques. Il y pilote en particulier la révision générale des politiques publiques (RGPP) au sein de l’équipe économique pilotée par François Pérol.

#### Secteur bancaire
Lorsque François Pérol prend les rênes des Banques Populaires et des Caisses d’Epargne pour créer le Groupe BPCE en 2009, François Riahi le rejoint en tant que directeur général adjoint chargé de la stratégie du groupe.
En 2012, il est nommé responsable de la plateforme Asie-Pacifique de la banque grande clientèle et devient membre du comité exécutif de Natixis.
En 2016, il rejoint le comité de direction générale de Natixis en tant que co-responsable de la banque de grande clientèle,.
De janvier à mai 2018, François Riahi est nommé directeur général adjoint de BPCE, et membre du directoire chargé des finances, de la stratégie, des affaires juridiques et du secrétariat du conseil de surveillance. Le 1er juin 2018, il succède à Laurent Mignon en tant que directeur général de Natixis lorsque celui-ci prend la succession de François Pérol comme président du directoire du groupe BPCE. Il reste également membre du directoire de BPCE.
Le 4 août 2020 il quitte ses fonctions de directeur général de Natixis. 

#### Autres mandats
- 2009 - 2012 : membre du comité de direction général de BPCE
- Janvier à juin 2018 : membre du directoire de BPCE
- Depuis juin 2018 : président du conseil d’administration de Coface[11]